# Las Tunas (tỉnh)
Las Tunas là một tỉnh của Cuba. Các đô thị chính của tỉnh gồm Puerto Padre, Amancio và thành phố thủ phủ Victoria de Las Tunas (đôi khi cũng gọi là Las Tunas). Tỉnh Las Tunas được thành lập năm 1976 khi được chia tách từ khu vực tỉnh cũ Oriente. Bờ biển phía nam mở ra vịnh Guacanayabo, chủ yếu là đầm lầy và rừng ngập mặn đặc trưng. Khu vực này khá ẩm ướt và được sử dụng để trồng mía.

## Khu tự quản
| Tên gọi        | Dân số (2004) | Diện tích (km²) | Tọa độ                                        |
| -------------- | ------------- | --------------- | --------------------------------------------- |
| Amancio        | 41523         | 85}             | 20°49′11″B 77°35′3″T / 20,81972°B 77,58417°T  |
| Colombia       | 32942         | 563             | 20°59′27″B 77°24′57″T / 20,99083°B 77,41583°T |
| Jesús Menéndez | 51002         | 638             | 21°09′49″B 76°28′38″T / 21,16361°B 76,47722°T |
| Jobabo         | 49403         | 884             | 20°54′29″B 77°16′59″T / 20,90806°B 77,28306°T |
| Majibacoa      | 40264         | 621             | 20°55′2″B 76°52′34″T / 20,91722°B 76,87611°T  |
| Manatí         | 33573         | 953             | 21°18′53″B 76°56′15″T / 21,31472°B 76,9375°T  |
| Puerto Padre   | 93705         | 1178            | 21°11′43″B 76°36′5″T / 21,19528°B 76,60139°T  |
| Las Tunas      | 187438        | 891             | 20°57′36″B 76°57′16″T / 20,96°B 76,95444°T    |

Nguồn: Thống kê dân số năm 2004. Area from 1976 municipal re-distribution.

## Nhân khẩu
Năm 2004, tỉnh Las Tunas có tổng dân số là 529.850. với tổng diện tích 6.587,75 km2 (2.543,54 dặm vuông Anh),